# Goniodiscaster bicolor
Goniodiscaster bicolor är en sjöstjärneart som beskrevs av Hubert Lyman Clark 1938. Goniodiscaster bicolor ingår i släktet Goniodiscaster och familjen Oreasteridae. Inga underarter finns listade i Catalogue of Life.